# 1947 no Brasil
Esta é uma cronologia dos fatos acontecimentos de ano 1947 no Brasil.

## Incumbentes
- Presidente do Brasil - Eurico Gaspar Dutra (31 de janeiro de 1946 - 31 de janeiro de 1951)

## Eventos
- 19 de janeiro: São realizadas as eleições gerais diretas para governadores, deputados federais, deputados estaduais, prefeitos e vereadores.[1][2]
- Fevereiro - Iniciam-se os trabalhos da Comissão que criará o Estatuto do Petróleo para o Brasil.
- 2 de abril: Inaugurada em Uruguaiana, Rio Grande do Sul a Ponte Internacional-Augusto Justo/Getulio Vargas: É o elo de ligação entre o Brasil e a Argentina. Mede 1919 m de comprimento por 27m de largura, com rodovia e ferrovia. Foi inaugurada pelos Presidentes Eurico Gaspar Dutra (Brasil) e Juan Domingo (Argentina).
- 7 de maio: Presidente Eurico Gaspar Dutra assina o decreto-lei, que suspende o funcionamento do Comando Geral dos Trabalhadores.[3]
- 7 de maio: O Tribunal Superior Eleitoral decide cancelar o registro do Partido Comunista do Brasil.[4][5]
- 10 de maio: O Minstério da Justiça manda fechar todas as sedes do Partido Comunista do Brasil.[6]
- 1 de setembro: O presidente dos Estados Unidos, Harry Truman, chega ao Rio de Janeiro para encontrar com o presidente Eurico Gaspar Dutra.[7]
- 2 de setembro: O Tratado Interamericano de Assistência Recíproca é assinado pelos 19 países da América na cidade do Rio de Janeiro.[8][9]
- 2 de outubro: O Museu de Arte de São Paulo é inaugurado pelo jornalista Assis Chateaubriand e pintor Pietro Maria Bardi.[10]
- 21 de outubro: O Brasil rompe as relações diplomáticas com a União Soviética.[11][12] O ante-projeto do Estatuto do Petróleo é entregue para o Congresso brasileiro.

## Nascimentos
- 1 de janeiro: Miriam Batucada, cantora e compositora (m. 1994).
- 8 de janeiro: Rosa Magalhães, carnavalesca.
- 14 de dezembro: Dilma Rousseff, 36ª presidente do Brasil.
- 31 de dezembro: Rita Lee, cantora e compositora.

## Mortes
- 12 de janeiro: Afrânio Peixoto, médico e escritor brasileiro (n. 1876).
- 19 de janeiro: Fred Figner, o introdutor da gravação fonomecânica no país, criador do primeiro estúdio de gravação de música (Casa Edison), fundador da primeira fábrica de discos (Discos Odeon), emigrante tcheco de origem judaica (n. 1866).